# بابي شيخ ديوب
بابي شيخ ديوب (8 أغسطس 1997 بداكار في السنغال - ) هو لاعب كرة قدم سنغالي وإسباني في مركز الوسط في النادي العربي الإماراتي. شارك مع منتخب إسبانيا تحت 18 سنة لكرة القدم ومنتخب إسبانيا تحت 19 سنة لكرة القدم. أما مع النوادي، فقد لعب مع سلتا فيغو ب وسلتا فيغو وAtlético Coruña Montañeros CF ‏.

## روابط خارجية
- بابي شيخ ديوب على موقع قاعدة بيانات كرة القدم.إي يو (الإنجليزية)
- بابي شيخ ديوب على موقع ليكيب (الفرنسية)
- بابي شيخ ديوب على موقع ناشيونال فوتبول تيمز (الإنجليزية)
- بابي شيخ ديوب على موقع Soccerway.com (الإنجليزية)
- بابي شيخ ديوب على موقع عالم كرة القدم.نت (الإنجليزية)
- بابي شيخ ديوب على موقع AS.com (الإسبانية)